# 4278 Harvey
A 4278 Harvey (ideiglenes jelöléssel 1982 SF) a Naprendszer kisbolygóövében található aszteroida. Edward L. G. Bowell fedezte fel 1982. szeptember 22-én.